# Cambio Tonal (música)

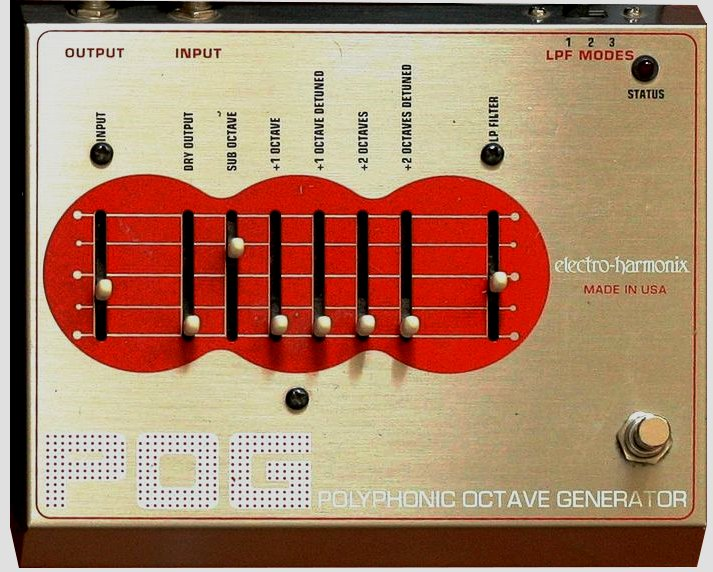
Efecto de octavas POG (Polyphonic Octave Generator)

El cambio de tono (tonal, de grupo tonal, de altura o de octava) es una técnica de grabación de sonido en la que el tono original de un sonido se eleva o se reduce. Las unidades de efectos que aumentan o disminuyen el tono en un intervalo musical o tonal predeterminado (transposición o transponer) se denominan moduladores.

## Cambio de tono y tiempo
Los métodos más simples son los que se usan para subir el tono y bajar la duración o, por contra, reducir el tono y aumentar la duración. Esto se puede advertir en la forma de reproducir la onda de sonido en una velocidad diferente a la que se realizó la grabación. Se podía lograr en las primeras grabadoras de cinta, de carrete a carrete, cambiando el diámetro del cabrestante o usando un motor distinto. En cuanto a la grabación de los discos de vinilo, colocar un dedo en el tocadiscos para ejercer fricción, lo retrasaba, mientras que darle un "giro" acelerado puede hacerlo avanzar (surgiendo también el scratching). A medida que mejoraron las tecnologías, la velocidad del motor y el control del paso o control de tono se pudieron lograr electrónicamente mediante circuitos del sistema de servo drive.

## Desplazamiento de afinación y armonizador
Un cambio tonal es la unidad de efectos (de sonido) que aumenta o disminuye el tono de una señal de audio en un intervalo preestablecido o determinado. Por ejemplo, un desplazamiento de afinación configurado para aumentar el tono en un cuarto, elevará cada nota tres intervalos diatónicos por encima de las notas que se tocan realmente. Los moduladores simples suben o bajan el tono en una o dos octavas, mientras que los dispositivos más sofisticados ofrecen una gama de alteraciones de intervalo. La modulación y cambio de octavas están incluidas en la mayoría de los procesadores de audio en la actualidad (DAC).
Un armonizador es un tipo de modulador de tono (frecuencia) que combina la señal modificada con el tono original para crear una armonía de dos o más notas (a la vez). El Eventide H910 Harmonizer, creado en 1974 y lanzado en 1975, fue uno de los primeros moduladores de cambio de tono y unidades multi-efectos digitales disponibles comercialmente. El 10 de noviembre de 1976, Eventide presentó un registro de marca, nombre comercial, para "Harmonizer" y con ello continuar manteniendo sus derechos sobre la marca comercial hasta la actualidad.
En la grabación digital (procesamiento digital de la señal), el cambio de tono (desplazamiento de afinación) se logra a través del procesamiento de señales digitales. Los procesadores digitales más antiguos a menudo podían cambiar el tono solo en la posproducción, mientras que otros muchos dispositivos modernos que utilizan la tecnología de procesamiento por computadora (DAC) pueden cambiar los valores de tono (prácticamente) en tiempo real (Vocoder).
La corrección de tono es una forma de cambio de tono y se puede encuentrar en el software actual como son el Auto-Tune y el Melodyne, ambos para corregir imprecisiones de entonación en una grabación o interpretación. El cambio de tono se ideó para subir o bajar algunos los sonidos o todo el tono de una grabación en la misma cantidad, mientras que en la práctica, la corrección de tono puede hacer cambios diferentes de una nota a otra.

## Usos notables
Numerosos dibujos animados (animación) han utilizado el cambio de tono y afinación para la producción de voces de los personajes (animales) tan distintivas. Las grabaciones de Alvin and the Chipmunks con David Seville (también conocido como Ross Bagdasarian ) se crearon grabando pistas vocales a velocidades lentas y luego reproduciéndolas a velocidades normales. El actor de doblaje americano Mel Blanc usó técnicas de cambio de tono para crear las voces de Piolín y el Pato Lucas.
En la década de los 70, la reposición de programas como «I Love Lucy» se aceleraron para poder incluir y promocionar más anuncios durante las pausas comerciales. El armonizador Eventide H910 Harmonizer fue la herramienta predilecta, usándose para desacelerar y cambiar el tono, bajando la velocidad de los episodios, para alargar los tiempo de la serie; y luego volviendo a la normalidad las voces de los personajes al acelerara el episodio.
Los creadores de South Park, Trey Parker y Matt Stone, también han utilizado el cambio de tono y afinación para la gran mayoría de sus personajes durante la creación de los programas.
Uno de los primeros usuarios y notable practicante del cambio tonal y afinación en la música fue Chuck Berry, quien utilizó la técnica para hacer que su voz sonara más juvenil. Muchos de los discos de Los Beatles (entre 1966 y 1967) se hicieron grabando pistas instrumentales medio tono más altas y las voces correspondientemente bajas (discordancia). Los ejemplos incluyen " Rain ", " I'm Only Sleeping " y " When I'm Sixty-Four ".
El músico y artista electrónico Burial, es bien conocido por el hecho de incluir muestras de melodías vocales con cambios de tono en sus canciones.
En el goregrind, y de manera ocasiona en el death metal, se usan voces que a menudo cambian de tono para que suenen anormalmente más bajas y guturales.
La famosa introducción de bajo en la canción "Seven Nation Army" de The White Stripes, es el resultado del guitarrista Jack White tocando una guitarra eléctrica a través de un pedal de efectos con cambio tonal ajustado a una octava por debajo para imitar el sonido de un bajo; esto se debe a que la banda era un dúo que carecía de un bajista, al nunca antes haber usado un bajo en su música.
El músico estadounidense Prince usó el desplazamiento de afinación entre 1986 a 1988, para crear su voz de "Camille".